# Эль-Аламейн (фильм)
«Эль-Аламейн: Линия огня» (итал. El Alamein - La linea del fuoco) — кинофильм режиссёра Энцо Монтелеоне, вышедший на экраны в 2002 году.

## Сюжет
Фильм рассказывает о событиях второго сражения при Эль-Аламейне, решающей битвы африканского театра военных действий Второй мировой войны.
Октябрь 1942 года. Юный студент-доброволец Серра направляется в расположение 28-го пехотного полка 17-й пехотной дивизии «Павия» на самом южном участке фронта, на краю впадины Каттара. Серра убежден, что скоро Александрия падет и силы Оси одержат победу в Египте.
Однако его уверенность начинает исчезать как только он сталкивается с суровой реальностью окопной жизни в пустыне. Вдобавок, капрал, сопровождавший его по пути в часть, погибает при артиллерийском обстреле (от него осталось только ухо). Серра подружился с солдатами из своего полка: Спанья, Де Вита, минометчиком Тароцци и сержантом Риццо. Новоиспеченные товарищи говорят ему, что у каждого солдата перед смертью есть три «чуда». Первым «чудом» Серры стало то, что он остался жив после артобстрела.
Итальянские солдаты на передовой испытывают множество лишений: невыносимая жара, дизентерия, недостаток припасов и воды. Кроме того, днем их позиции подвергаются обстрелу британской артиллерии.
Однажды британский снайпер, спрятавшийся за обломками автомобиля, подстреливает двух солдат, а когда двое носильщиков пытаются их спасти, снайпер тоже успевает их подстрелить, прежде чем Тароцци убивает снайпера из миномета. На следующую ночь британская машина подрывается на мине на нейтральной полосе, и Серра, Риццо, Де Вита и Спанья направляются к месту взрыва, чтобы собрать припасы. Серра наступает на мину, но она оказывается противотанковой и рассчитана на гораздо больший вес; это стало его вторым «чудом».
Вскоре Серра, Риццо, Спанья и Де Вита отправляются забрать грузовик с водой в 60 км от своих позиций. На обратном пути солдаты заезжают искупаться в море и отдохнуть на пляже.
Следующей ночью, во время дежурства, Риццо рассказывает Серре о том, как он был взят в плен после падения Бенгази, но затем сбежал и три месяца скрывался в борделе Бенгази, прежде чем вернуться в свой взвод, когда город был снова взят силами Оси. Он заявляет, что быть пленным — это не жизнь и позор для солдата, и, как он уже говорил ранее, что он больше не сдастся в плен.
Серра обнаруживает возле окопов верблюда и убивает его. Солдаты забивают тушу и готовят свежее мясо на костре. Об этом узнает лейтенант Фиоре и вызывает инженеров. Становится ясно, что британцы отправили верблюда, чтобы проложить путь через минное поле. Инженеры сообщают Фиоре о том, что, по данным командования, наступление союзников начнется со дня на день.
Серра и сержант Риццо отправляются выяснить, почему группа берсальеров перестала выходить на связь. Они обнаруживают, что берсальеры убиты, хоронят их и возвращаются на свои позиции. Пока они отсутствовали, в результате обстрела британской артиллерии погибло или было ранено более двадцати членов взвода; Де Вита выживает после того, как рядом с ним разорвался снаряд, но после этого начинает вести себя странно, медленно теряя рассудок.
Когда начинается бой, взводу лейтенанта Фиоре приказано занять позицию вдоль линии обороны. Следующей ночью их позиции подвергаются сильному артиллерийскому обстрелу, а затем атакуются танками и пехотой союзников. Итальянцы отбивают атаку, но обе стороны несут тяжелые потери. Тароцци ранен в глаз, а Де Вита выходит из окопа и уходит прочь, несмотря на призывы Серра вернуться. Британцам удается прорвать первую линию обороны, но их атака отражается артиллерией.
На следующее утро Серра бродит по полю боя, заваленному трупами итальянских и британских солдат; он вспоминает, что в школе ему говорили, что «счастлив тот, кто умирает героем», но, глядя на разбросанные по земле трупы, он понимает: «Я видел многих этих героев: они ни счастливы, ни несчастны: они просто мертвы. Они просто гниют на дне окопа. Смерть прекрасна только в учебниках, а в реальной жизни она жалка, ужасна и смердит». Серра находит смертельно раненого Спанья; он, Фиоре и Риццо пытаются утешить его, говоря, что теперь, когда он ранен, он поедет домой. Спанья просит их обязательно написать ему. 
Взвод лейтенанта Фиоре получает приказ держаться любой ценой. Затем им приказывают отступить в Карет-эль-Хадим и солдаты отправляются пешком через пустыню. Мимо проезжает колонна отступающих немецких солдат и один из них кричит итальянцам, что они «умрут здесь». Мимо проезжает и перегруженный итальянский грузовик, водитель которого отказывается взять солдат с собой.
Вскоре они встречают генерала, который хоронит своего ординарца, погибшего при авианалете. Генерал отказывается от любой помощи и остается один; позже, схоронив ординарца, он кончает жизнь самоубийством. Взвод достигает Карет-эль-Хадима, но там находится только полевой госпиталь. Офицер передает им новый приказ: отступать в Фуку. Сам он отказывается отступить и остается ждать британцев в надежде на помощь в уходе за ранеными.
Солдатам взвода удается сесть в грузовик, но по дороге на них нападает британский самолет. Они останавливаются возле укрытия, отталкивают часовых, пытающихся их остановить, и укрываются внутри. Находившийся там полковник сообщает, что их отступление - это «стратегический маневр по разъединению» и что «прибудет подкрепление». Когда они покидают убежище после окончания авианалета, они обнаруживают, что их грузовик уничтожен.
Взвод лейтенанта Фиоре продолжает идти вглубь пустыни. Встретившийся им мотоциклист-берсальер сообщает, что британцы взяли Фуку и теперь им приказано отступать к Мерса-Матруху, находящемуся в 100 километрах отсюда. Ночью на привале у кладбища британцы захватывают в плен всех, кроме Фиоре, Риццо и Серры, которые остались незамеченными.
Утром все трое продолжают путь, но Фиоре ослаб до такой степени, что едва может ходить. Они находят брошенные машины; Серре удается завести мотоцикл. Ослабленный Фиоре просит Риццо и Серру оставить его и уезжать. Однако Риццо решает остаться с Фиоре и приказывает Серре ехать одному. Серра обещает, что найдет машину и вернется за ними и уезжает. Фильм завершается тем, что Риццо машет уезжающему Серре и смотрит, как он скрывается за горизонтом.
В заключительном эпизоде рассказывается про битву при Эль-Аламейне, за которым изображается итальянский военный мемориал в Эль-Аламейне. Постаревший Серра смотрит на могилы Риццо, Фиоре, Спанья и Де Вита.

## В ролях
- Паоло Бригулья — рядовой Серра
- Пьерфранческо Фавино — сержант Риццо
- Эмилио Сольфрицци — лейтенант Фиоре
- Лучано Скарпа — рядовой Спанья
- Томас Трабакки — капрал де Вита
- Серджо Альбелли — лейтенант Сфорца
- Пьеро Маджо — рядовой Тароцци
- Сильвио Орландо — генерал в пустыне
- Роберто Читран — полковник

## Награды и номинации
- 2003 — три премии «Давид ди Донателло»: лучшая операторская работа (Даниэле Наннуцци), лучший монтаж (Сесилия Дзанусо), лучший звук (Андреа Мозер); а также две номинации — за лучшую мужскую роль второго плана (Пьерфранческо Фавино) и за лучшие костюмы (Андреа Виотти)
- 2003 — премия «Серебряная лента» Итальянского национального синдиката киножурналистов за лучший звук (Андреа Мозер), а также 4 номинации: лучшее производство, лучший сценарий (Энцо Монтелеоне), лучшая операторская работа (Даниэле Наннуцци), лучший монтаж (Сесилия Дзанусо)